# Palazzo de' Visdomini
Palazzo de' Visdomini è un edificio del centro storico di Firenze, situato tra via de' Calzaiuoli 77r-79r-81r-83r-85r-87r e via dei Tosinghi 1r-3r.

## Storia
Erano in antico in quest'area delle proprietà della famiglia Visdomini, tra cui una torre poi trasformata in abitazione. L'antico edificio, passato successivamente ai Salvucci, fu riconfigurato durante i lavori di ampliamento di via Calzaiuoli (1842-1844) e quindi vi fu ricollocato uno stemma del Duca di Atene con una infamante iscrizione in ricordo di come un Visdomini avesse apposto sulla propria casa l'arme del tiranno, "da mala ambizione tratto le sue case in onta della città oppressa non impunemente contaminava".

## Descrizione
Nell'insieme il palazzo - pur mantenendosi nell'ambito di una delle possibili declinazioni dello stile neorinascimentale in voga al tempo - si distingue per l'equilibrato disegno dei fronti e per la cura esecutiva dei particolari decorativi. Si segnala come il prospetto risponda puntualmente a un progetto per la nuova facciata di un edificio in via Calzaiuoli a seguito dei lavori di allargamento della strada presentando tuttavia un fronte di tre piani più due mezzanini per soli quattro assi di finestre rispetto ai cinque presenti. Nel caso in cui l'identificazione sia corretta (e il nuovo asse frutto di una variante di progetto) si rileva come al tempo (1843) la proprietà ricadesse nelle famiglie Arata, Finzi, Grassi e Pasqui, e come l'architetto progettista sia indicato in un non meglio conosciuto architetto Giuseppe Finzi.
La lapide, vicina a uno stemma dei Brienne (al leone con la coda annodata, bifida e decussata) riporta:
| CON QUESTO CHE FU LO STEMMA DI GUALTIERI DUCA D'ATENE UN CERRETTIERI VISDOMINI DA MALA AMBIZIONE TRATTO LE SUE CASE IN ONTA ALLA CITTÀ OPPRESSA NON IMPUNEMENTE CONTAMINAVA |